# Паоло Роси
Паоло Роси (итал. Paolo Rossi; Прато, 23. септембар 1956 — Рим, 9. децембар 2020) био је италијански фудбалер који је играо на позицији нападача. На Светском првенству 1982. је водио репрезентацију своје земље до титуле првака и притом постигао шест погодака освојивши Златну копачку (титулу за најбољег стрелца првенства), и Златну лопту. Роси је поред Марија Кемпеса (СП 1978) једини фудбалер на свету који је на истом првенству освојио те три титуле. Пеле га је изабрао међу 125 најбољих живих фудбалера на планети.
Док је играо у Перуђи, био је укључен у кладионичарски скандал 1980. године, у Италији познат као Тотонеро, а на крају је Роси био кажњен са три године неиграња. Казна је касније смањена на две године. Међутим, Роси је стално тврдио да је невин и да је жртва неправде. У својој књизи Ho fatto piangere il Brasile (Расплакао сам Бразил), једна од особа која га је оптужила за скандал из 1980. признала је да су оптужбе тада биле измишљене.

## Успеси

### Клуб
Јувентус
- Првенство Италије (2) : 1981/82. и 1983/84.
- Куп Италије (1) : 1982/83.
- Куп шампиона (1) : 1984/85.
- Куп шампиона : финале 1982/83.
- Куп победника купова (1) : 1983/84.
- Суперкуп Европе (1) : 1984/85.

### Репрезентација
Италија
- Светско првенство (1) : 1982.

### Индивидуални
- Златна лопта (1) : 1982.
- Сребрна лопта (1) : 1978.
- Златна копачка (1) : 1982.
- Најбољи играч по избору новинара (1) : 1982.
- Најбољи тим светског првенства (2) : 1978. и 1982.
- Најбољи стрелац купа шампиона (1) : 1982/83.
- Најбољи стрелац првенства Италије (1) : 1977/78.
- ФИФА 100 : члан